# Coenopoeus palmeri
Coenopoeus palmeri là một loài bọ cánh cứng trong họ Cerambycidae.